# Rambouillet-forhandlingerne
Rambouillet-forhandlingerne fandt sted i februar og marts 1999 på slottet Rambouillet sydvest for Paris – i samme retning som, men noget længere væk end Versailles. Forhandlingerne drejede sig om Kosovos fremtid og kom i stand på initiativ af bl.a. USA, England og Frankrig.

## Anledningen og formålet
Den umiddelbare anledning til forhandlingerne var en omdiskuteret massakre 15. marts 1999 i byen Raçak (på albansk) i Kosovo, men det må formodes, at forhandlingerne var blevet forberedt gennem nogen tid inden da på grund af de åbenlyst meget dybe uoverensstemmelser mellem Serbien og Kosovo-serberne på den ene side og Kosovo-albanerne på den anden.
Det angivelige formål med forhandlingerne var at bringe Serbien og Kosovo-albanerne på talefod og til at indgå en aftale om, at Kosovo skulle have vidtgående autonomi, men ikke uafhængighed, og at der skulle etableres et styre, hvor de etniske grupper respekterede hinanden.

## Forhandlingssituationen
I betragtning af hændelsesforløbet er det en udbredt opfattelse, at amerikanerne, der blev ledet af udenrigsminister Madeleine Albright, antog, at forhandlingerne ikke ville føre til et positivt resultat, og at der derfor samtidig inden for NATO foregik intense forberedelser til en militær aktion. På den anden side blev der lagt et betydeligt pres på begge de to delegationer, muligvis mest på den albanske. Hensigten skulle være, at en intervention bedre kunne forstås, når de forurettede tydeligt havde accepteret det politiske grundlag.
Den serbiske delegation bestod dels af repræsentanter for Serbien, dels af repræsentanter for Kosovo-serberne og for nogle af de etniske mindretal, der havde orienteret sig for serberne og imod albanerne.
Den albanske delegation bestod af repræsentanter for forskellige af de politiske grupperinger, således deltog Ibrahim Rugova, Hashim Thaçi og Veton Surroi. Blandt dens rådgivere var den tidligere amerikanske ambassadør i Tyrkiet Morton Abramowitz. Nogle Kosovo-albanere frarådede en deltagelse i forhandlingerne, mest kendt er Adem Demaçi, der foretrak direkte forhandlinger mellem serberne og albanerne.
Deltagerne fra USA m.v. gik til skiftevis møder med parternes delegationer, og parterne mødtes aldrig direkte.

## Forhandlingernes første fase
Forhandlingernes første fase – fra 6. februar 1999 til 23. februar 1999 – endte med, at de internationale repræsentanter fremlagde et aftalesæt (dateret 23. februar 1999). Derefter rejste delegationerne hjem for at drøfte situationen med deres bagland.

## Forhandlingernes anden fase og sammenbruddet
Drøftelserne blev genoptaget i en kort periode fra 15. marts 1999 til 18. marts 1999, hvorefter den albanske side – under stærkt pres fra bl.a. Madeleine Albright -accepterede aftaleforslaget, hvorimod den serbiske side forlangte en meget stor del, måske omkring 3/4 ændret. Herefter blev drøftelserne standset.
En uge senere – 24. marts – påbegyndte NATO den militære intervention.

## Krigens ophør og Sikkerhedsrådets resolution 1244
Nogle af de mest centrale punkter i aftaleoplægget genfindes i aftalen umiddelbart efter krigens ophør og i den efterfølgende tiltrædelse heraf i Sikkerhedsrådet ved resolution 1244. Således fastholdes konceptet om, at Kosovo skal have vidtgående autonomi, men ikke uafhængighed – og at de endelige vilkår skal aftales gennem forhandlinger på et senere tidspunkt.

## Vurdering af den serbiske forhandlingspolitik
Der har været en omfattende diskussion om, hvor vidt forløbet kunne have været anderledes. Sandsynligheden taler for, at den serbiske leder, Sloboban Milošević, og hans nærmeste rådgivere mente, at forhandlingsmulighederne ikke var udtømte i Rambouillet, men at der ville komme en senere runde, hvor den serbiske side kunne stå stærkere af en række grunde:
- De regnede – så vidt det kan formodes – med, at USA m.fl. ikke ville være i stand til at gennemføre en militær aktion i samarbejde med andre lande, eftersom der ikke forelå beslutning herom i Sikkerhedsrådet, og hvorfor en intervention derfor måtte gennemføres i strid med den gældende internationale ret.

- De regnede – så vidt det kan formodes – med, at der ville komme så mange protester i NATO-landene, ikke mindst i Grækenland, Italien og Tyskland, at en militær aktion – hvis den blev påbegyndt – hurtigt måtte opgives.

- De regnede – så vidt det kan formodes – med, at andre lande, som Rusland og Kina, ville nedlægge veto mod en aktion i Sikkerhedsrådet.

Milosevic m.fl. regnede imidlertid forkert. Den militære intervention blev gennemført, der kom kun et behersket antal protester i NATO-landene, og hverken Rusland eller Kina var særligt energiske for at forhindre aktionen. Når omfanget af protester ikke var større, skyldtes det formentlig, at mange borgere var dybt berørte af TV-indslag om den omfattende flygtningestrøm ud af Kosovo til Albanien og Makedonien, og af mange beretninger om serbiske enheders voldsomme overgreb på de flygtende.